# Censo nicaragüense de 2005
El Censo de Población y Vivienda de Nicaragua de 2005 (o más conocido también como Censo de 2005) fue un censo de población que se realizó en Nicaragua el 1 de abril de 2005. Históricamente, este fue el octavo censo de población y el cuarto censo de vivienda en toda la historia de Nicaragua.
Los resultados oficiales del censo mostraron que Nicaragua tenía un población de 5 142 098 habitantes para el año 2005 y una densidad poblacional de 42,7 hab/km².
| Población censada de Nicaragua por departamento en 2005 | Población censada de Nicaragua por departamento en 2005 | Población censada de Nicaragua por departamento en 2005 | Población censada de Nicaragua por departamento en 2005 | Población censada de Nicaragua por departamento en 2005 | Población censada de Nicaragua por departamento en 2005 |
| Puesto                                                  | Departamento                                            | Censo de 2005                                           | Censo de 1995                                           | Cambio                                                  |                                                         |
| ------------------------------------------------------- | ------------------------------------------------------- | ------------------------------------------------------- | ------------------------------------------------------- | ------------------------------------------------------- | ------------------------------------------------------- |
| 1.º                                                     | Managua                                                 | 1 262 978                                               | 1 093 760                                               | 169 218                                                 |                                                         |
| 2.º                                                     | Matagalpa                                               | 469 172                                                 | 383 776                                                 | 85 396                                                  |                                                         |
| 3.º                                                     | Chinandega                                              | 378 970                                                 | 350 212                                                 | 28 758                                                  |                                                         |
| 4.º                                                     | León                                                    | 355 779                                                 | 336 894                                                 | 18 885                                                  |                                                         |
| 5.º                                                     | Jinotega                                                | 331 335                                                 | 257 933                                                 | 73 402                                                  |                                                         |
| 6.º                                                     | Costa Caribe Norte                                      | 314 130                                                 | 192 716                                                 | 121 414                                                 |                                                         |
| 7.º                                                     | Costa Caribe Sur                                        | 306 510                                                 | 272 252                                                 | 34 258                                                  |                                                         |
| 8.º                                                     | Masaya                                                  | 289 988                                                 | 241 354                                                 | 48 634                                                  |                                                         |
| 9.º                                                     | Nueva Segovia                                           | 208 523                                                 | 148 492                                                 | 60 031                                                  |                                                         |
| 10.º                                                    | Estelí                                                  | 201 548                                                 | 174 894                                                 | 26 654                                                  |                                                         |
| 11.º                                                    | Granada                                                 | 168 186                                                 | 155 683                                                 | 12 503                                                  |                                                         |
| 12.º                                                    | Carazo                                                  | 166 073                                                 | 149 407                                                 | 16 666                                                  |                                                         |
| 13.º                                                    | Rivas                                                   | 156 283                                                 | 140 432                                                 | 15 851                                                  |                                                         |
| 14.º                                                    | Chontales                                               | 153 932                                                 | 144 635                                                 | 9 297                                                   |                                                         |
| 15.º                                                    | Boaco                                                   | 150 636                                                 | 136 949                                                 | 13 687                                                  |                                                         |
| 16.º                                                    | Madriz                                                  | 132 459                                                 | 107 567                                                 | 24 892                                                  |                                                         |
| 17.º                                                    | Río San Juan                                            | 95 596                                                  | 70 143                                                  | 25 453                                                  |                                                         |
| Total                                                   | Nicaragua                                               | 5 142 098                                               | 4 357 099                                               | 784 999                                                 |                                                         |